# Yehoshua Glazer
Yehoshua Glazer (יהושע גלזר; Tel Aviv, 29 dicembre 1927 – Tel Aviv, 29 dicembre 2018) è stato un calciatore israeliano, di ruolo attaccante.

## Carriera
Fu capocannoniere del campionato israeliano nel 1952.

## Palmarès

### Club
- Campionato israeliano: 5

Maccabi Tel Aviv: 1949-1950, 1951-1952, 1953-1954, 1955-1956, 1957-1958
- Coppa d'Israele: 4

Maccabi Tel Aviv: 1953-1954, 1954-1955, 1957-1958, 1958-1959

### Individuale
- Capocannoniere del campionato israeliano: 1

1951-1952 (24 reti)